# Proceso Urca
En física de astropartículas, un proceso Urca es una reacción en la cual se emite un neutrino y que se cree que forma parte de los procesos de enfriamiento de las estrellas de neutrones y las enanas blancas. El proceso fue discutido por primera vez por George Gamow y Mário Schenberg cuando visitaban un casino en Río de Janeiro llamado Casino-da-Urca. Se dice que Schoenberg comentó a Gamow que «la energía en el núcleo de una supernova desaparece tan rápidamente como el dinero en esa mesa de ruleta». En el dialecto del sur de Rusia de Gamow urca también significa «ladrón».
Los procesos Urca directos son los procesos más simples de emisión de neutrinos y se cree que son fundamentales en el enfriamiento de las estrellas de neutrones. Tienen, como forma general:
{\displaystyle B_{1}\rightarrow B_{2}+l+{\bar {\nu }}_{l},}
{\displaystyle B_{2}+l\rightarrow B_{1}+\nu _{l},},
donde B1 y B2 son bariones, l es un leptón y {\displaystyle \nu _{l}} y {\displaystyle {\bar {\nu }}_{l}} son un neutrino y un antineutrino de la misma generación del leptón l. Los bariones pueden ser nucleones —libres o ligados—, hiperones como Λ, Σ y Ξ, o miembros de la isobara Δ. El leptón puede ser tanto un electrón como un muon.
El proceso Urca es especialmente importante en el enfriamiento de las enanas blancas, en donde un leptón —por lo general, un electrón— es absorbido por el núcleo de un ion y es llevado hacia afuera del centro de la estrella por medio de convección. Entonces, se lleva a cabo un decaimiento beta. La convección trae de nuevo al elemento hacia el interior de la estrella y el ciclo se repite muchas veces. Dado que es muy poco probable que los neutrinos emitidos sean reabsorbidos, éste es un mecanismo efectivo para enfriar a la estrella.